# Liuxi He
Liuxi He är ett vattendrag i Kina. Det ligger i provinsen Guangdong, i den södra delen av landet, omkring 16 kilometer nordväst om provinshuvudstaden Guangzhou.
Genomsnittlig årsnederbörd är 2 375 millimeter. Den regnigaste månaden är maj, med i genomsnitt 451 mm nederbörd, och den torraste är januari, med 32 mm nederbörd.